# Torneiros (Pol)
Torneiros (llamada oficialmente San Lourenzo de Torneiros) es una parroquia española del municipio de Pol, en la provincia de Lugo, Galicia.

## Organización territorial
La parroquia está formada por siete entidades de población:
- Cadoira
- Campo de Prado (O Campo do Prado)
- Casal
- Lixuás
- Reádigos
- Veigas (As Veigas)
- Vilasusa (A Vilasusá)

## Demografía
| Gráfica de evolución demográfica de Torneiros entre 2000 y 2020 |
|                                                                 |
| Datos según el nomenclátor publicado por el INE.                |